# OS-tan
Als OS-tan (jap. OSたん) werden die üblicherweise weiblichen Moe-Anthropomorphismen (萌え擬人化, moe gijinka) verschiedener bekannter Betriebssysteme als Figuren im Stile von Manga und Anime bezeichnet. Die von verschiedenen Amateurkünstlern geschaffenen Figuren hatten ihren Ursprung im japanischen Futaba Channel und wurden zu einem Internet-Phänomen.

## Entstehung

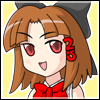
95-tan (in einer Variante mit OSR 2.5)

Wie bei vielen Internet-Phänomenen ist der genaue Grund für die Entstehung nicht bekannt. Dennoch wird immer wieder das Betriebssystem Windows Me als Ursache benannt, welches durch seinen instabilen Betrieb Unmut erregt haben soll. Daraufhin sei 2003 im japanischen Futaba Channel eine Personifikation entstanden, die durch ihre launische und nervende Natur diesem System entsprechen sollte. Aufbauend auf diesem Grundgedanken haben sich auch für weitere Betriebssysteme Figuren entwickelt, denen man bestimmte Charaktereigenschaften nachsagte. Eines der frühen Werke, in denen die OS-tan auftauchten, war eine Flash-Animation, die unter dem Titel Trouble Windows bekannt wurde und wie der Vorspann einer Anime-Fernsehserie gestaltet war. Schließlich fanden sich die Figuren in diversen Foren wieder und erreichten auch ein westliches Publikum. Mit der Zeit entwickelten sich um diese „Betriebssysteme“ auch Personifikationen von bekannten Programmen, die in den Phantasien als unterstützende Charaktere adaptiert wurden. Der Einfluss von OS-tan würde ähnliche Phänomene wie Console-tan auslösen, das auf Videospielkonsolen basiert.

### Namensgebung
Der vordere Namensbestandteil „OS“ leitet sich aus der Abkürzung des englischen Begriffes für ein Betriebssystem (engl. Operating System) ab. Bei dem Suffix „-tan“ (たん) handelt es sich um ein bewusst falsch ausgesprochenes „chan“ (ちゃん), was bei nicht formalen Anreden in der Japanischen Sprache an den Namen der angesprochenen Person angehängt wird. Eine solche Falschaussprache ist häufig bei Kindern anzutreffen (Baby Talk) und gilt als zusätzliche Verniedlichung (Kawaii). So findet sich diese Endung auch häufig in den Namen von Maskottchen wieder.

## Bekannte Personifikationen
ME-tan

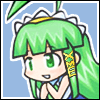
ME-tan (in einer Variante ohne Flechtzöpfe)

 Als Personifikation des Betriebssystems Windows Me zeichnet sie sich durch eine starke Analogie zu einer Dojikko aus. So gelingt ihr in den Darstellungen eigentlich nie das, was sie erreichen will und sie fällt bei jeder Gelegenheit zur Verwirrung ihrer Geschwister hin. Damit soll insbesondere die Absturzfreudigkeit von Windows ME charakterisiert werden. Falls sie mal nicht „eingefroren“ oder außer Kontrolle geraten ist, zeigt sie wenig Vernunft und Weltverständnis. So sind Dinge wie das Aufwärmen von Erfrischungsgetränken in der Mikrowelle keine Besonderheit. Gegen mögliche Angriffe verteidigt sie sich dabei mit einer Lauchstange, was eine Anspielung auf die Firewall NEGiES ist, deren Name im Japanischen der Aussprache von Lauch (negi) ähnelt. Ihre Gestaltung änderte sich durch den Einfluss verschiedener Künstler mit der Zeit nur geringfügig. So besitzt sie grünes Haar, das zu zwei langen Zöpfen geflochten ist, und eine aufrecht stehende Haarsträhne (アホ毛, ahoge, aho = „Dummkopf, Narr“, ge = „Haar“). Als Kleidung trägt sie üblicherweise ein blau-weißes Maid-Kostüm mit einem Button auf ihrem roten Halstuch, der als Anspielung auf das gelbe Fehlersymbol von Windows gestaltet ist.
2K-tan
Üblicherweise wird diese Darstellung von Windows 2000 als intelligent, abgeklärt und zurückhaltend beschrieben. Optisch tritt sie als Meganekko mit blauem, an Katzenohren erinnerndem hochgestecktem Haar in Erscheinung, in dessen Mitte sich ein weißer Volant erhebt. Als Kleidung trägt sie zumeist einen blauen Schwimmanzug mit langem Mantel. Sie soll dabei als Symbol dafür fungieren, dass Windows 2000 das stabilste der Betriebssysteme aus der Windows-Familie sei und wird entsprechend der Handlung oft als Schutzengel von ME-tan eingesetzt.

## Kommerzielle Produkte
Der japanische Verlag Ohzora Shuppan veröffentlichte mit Trouble Windows OS-tan FanBook (とらぶる・うぃんどうず OSたんファンブック, ISBN 4-7767-9188-9) ein Buch, das Illustrationen von mehr als 25 verschiedenen Künstlern enthielt. Als Extra wurden ebenfalls Figuren von 95-tan, ME-tan und XP-tan beigelegt.
Der Künstler MALINO von DejaVuArtWorks baute auf den Figuren den Comic-Trilogie Me Document and Shared Folder! auf, die online angeboten wurde.
Die japanische Version der von DSP vertriebenen Windows 7 Ultimate Edition wurde zusammen mit dem offiziellen Maskottchen namens Nanami Madobe (窓辺 ななみ, Madobe Nanami, madobe = „am Fenster“, nana = „7“) vertrieben, welches ebenfalls als Themenset für das Betriebssystem hinterlegt war.